# Claus Bender Mortensen
Claus Bender Mortensen (født 26. marts 1969) er en dansk skuespiller som havde hovedrollen som "Kristian" i Stefan Henszelmans film Venner for altid fra 1987.
Claus Bender Mortensen har en kandidatgrad i jura fra Københavns Universitet og arbejdede i årene 1999 til 2001 som juridisk rådgiver for It- og Telestyrelsen i København. Fra 2002 arbejdede han i telekommunikations branchen i London og i Hongkong. Efter 11 år i Hong Kong vendte han i juli 2014 tilbage til Danmark.